# Tonga (cheval)
Pour les articles homonymes, voir Tonga (homonymie).
Le Tonga est l'unique race de chevaux des îles Tonga, en Polynésie. Vraisemblablement introduit depuis l'Australie et la Nouvelle-Zélande, il perdure notamment à Nukuʻalofa, Haʻapai et Vavaʻu. 
Il est élevé pour le bât, la traction et la viande.

## Histoire
Ces chevaux sont réputés avoir été importés depuis l'Australie et la Nouvelle-Zélande, mais très peu d'informations sont disponibles quant à leur origine. D'après Thomas West (fin des années 1850), le cheval a été ré-introduit par des missionnaires quelques années auparavant, car le cheptel d'origine apporté par le capitaine Cook s'est éteint. 
En 1879, ils sont extrêmement répandus, puisque le diplomate Alfred Maudslay écrit que tous les habitants des Tonga montent à cheval. En septembre 1880, un système de taxes est mis en place pour les propriétaires d'attelages, une taxe d'un dollar étant appliquée pour chaque cheval. Au début du XXe siècle, l'archipel devient même exportateur de chevaux, 79 animaux partant en 1904, et 84 l'année suivante. 
La population chevaline des îles Tonga a fortement baissé. En 1985, la base de données DAD-IS indiquait un effectif de 10 555 individus ; la race locale est alors largement utilisée comme aide agricole. En 2001, seuls 3 255 chevaux sont recensés. Le guide Delachaux attribue cette baisse à un changement dans les modes de vie.

## Description
Ce sont des chevaux d'assez petits taille, de modèle léger. Les juments produisent en moyenne 2 500 kg de lait par lactation.

## Utilisations

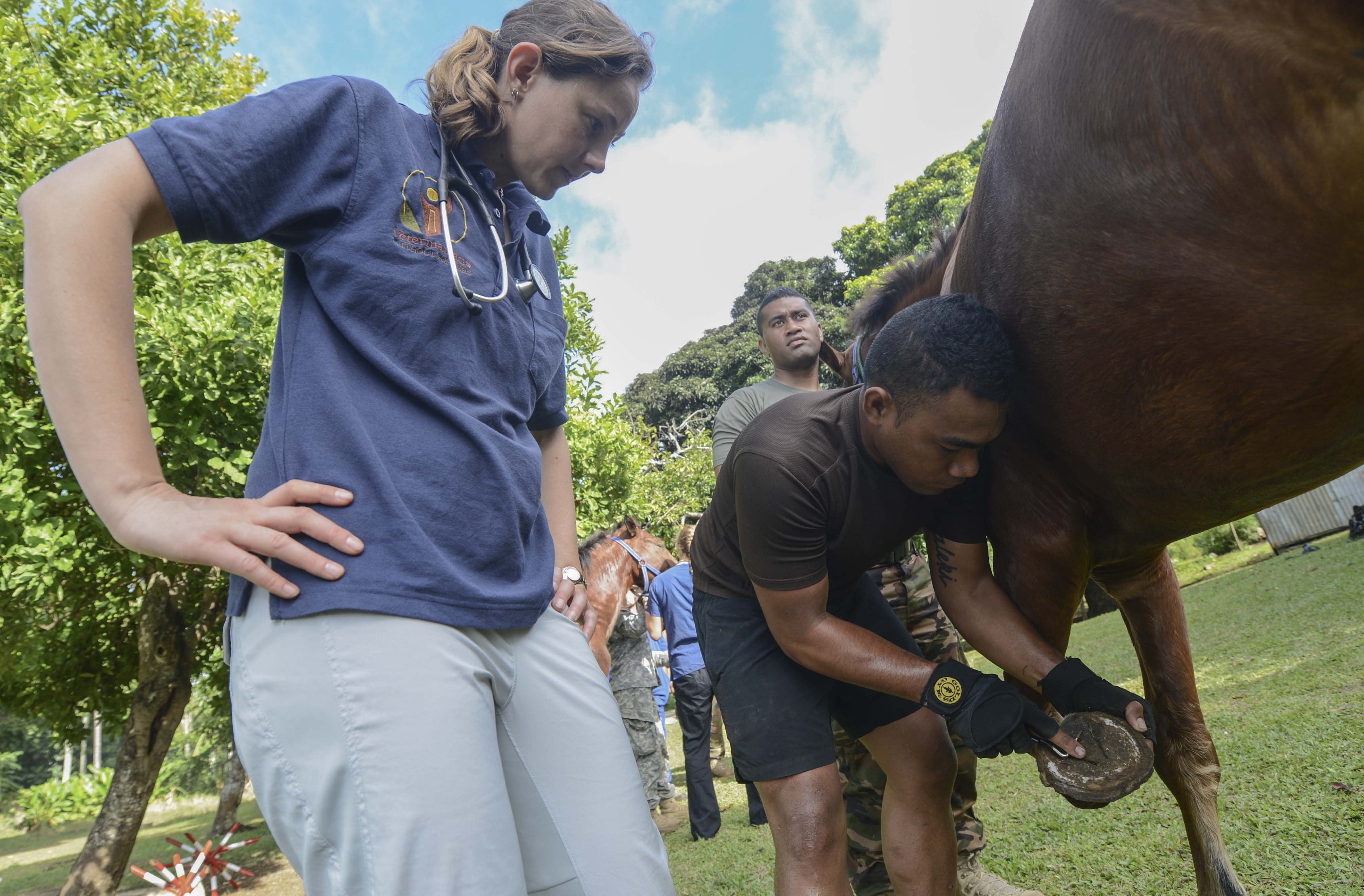
Soins de maréchalerie d'un cheval des Tongas.

Ces chevaux servent surtout de chevaux de bât et de traction, notamment pour tirer des chargements de noix de coco ou d'autres produits agricoles locaux. Ils sont aussi élevés pour leur viande.

## Diffusion
DAD-IS signale l'existence d'un « cheval local » adapté à l'environnement dans l'archipel des Tonga, mais n'indique aucun effectif récent. Les visiteurs de Nukuʻalofa, Haʻapai et Vavaʻu y signalent régulièrement la présence de chevaux.
En 2007, cette race n'est pas enregistrée comme étant en danger par la FAO.